# Kent Bazemore
Kenneth Lamont "Kent" Bazemore Jr. (nascido em 1 de julho de 1989) é um jogador de basquete profissional americano do Los Angeles Lakers da National Basketball Association (NBA).
Ele jogou na Old Dominion University e não foi selecionado no Draft da NBA de 2012, apesar disso, ele jogou pelo Golden State Warriors, Los Angeles Lakers, Atlanta Hawks e Portland Trail Blazers da NBA.

## Carreira universitária
Como calouro na temporada de 2008-09, Bazemore foi um jogador-chave de rotação do Old Dominion e teve médias de 4,5 pontos e 3,1 rebotes por jogo levando a equipe ao título do torneio CollegeInsider.com em 2009.
Em segundo ano, ele se mudou para a equipe titular e foi uma força motriz para o título do torneio da Colonial Athletic Association. Bazemore teve média de 8,4 pontos, 3,4 assistências, 4,2 rebotes e 1,9 roubadas de bola por jogo. Ele foi nomeado para a Equipe-Defensiva da CAA naquela temporada.
Em seu terceiro ano, o Old Dominion foi bicampeão do torneio e foi chamado para o Torneio da NCAA de 2011, perdendo para o vice-campeão nacional Butler por 60-58. Bazemore obteve médias de 12,3 pontos, 5,1 rebotes e 2,2 roubadas de bola por jogo e foi nomeado o Jogador Defensivo do Ano da CAA e para a Segunda-Equipe All-Conference. Ele também ganhou reconhecimento nacional, recebendo o Trófeu Lefty Driesell que é concedido ao principal jogador defensivo do país.
Em sua última temporada universitária, Bazemore obteve uma média de 15,4 pontos, 6,1 rebotes e 3,1 assistências por jogo.
No intervalo do jogo contra o rival estadual VCU, em 10 de dezembro de 2016, o Old Dominion aposentou a camisa #24 de Bazemore e o induziu ao Ring of Honor da universidade.
Bazemore obteve dois diplomas, Serviços Humanos e Justiça Criminal, na Old Dominion.

## Carreira profissional

### Golden State Warriors (2012-2014)
Depois de não ser selecionado no Draft da NBA de 2012, Bazemore se juntou ao Oklahoma City Thunder para a Summer League de Orlando e ao Golden State Warriors para a Summer League de Las Vegas. Em 26 de julho, ele assinou com o Golden State.
Durante sua temporada de estreia, ele foi designado várias vezes para o Santa Cruz Warriors da G-League. Em 15 de março de 2013, ele marcou 14 pontos em uma derrota para o Chicago Bulls.
Em julho de 2013, Bazemore voltou ao Golden State para a Summer League de 2013. Em 1 de fevereiro de 2014, ele foi transferido para o Santa Cruz Warriors. Ele foi convocado pela Golden State em 2 de fevereiro, transferido em 11 de fevereiro e novamente em 12 de fevereiro.

### Los Angeles Lakers (2014)
Em 19 de fevereiro de 2014, Bazemore foi negociado, juntamente com MarShon Brooks, para o Los Angeles Lakers em troca de Steve Blake.
Em 4 de março, ele marcou 23 pontos em uma derrota para o New Orleans Pelicans.
Em 7 de abril, ele foi descartado pelo resto da temporada depois de sofrer uma lesão no tendão no pé direito.

### Atlanta Hawks (2014–2019)

#### Temporada de 2014-15

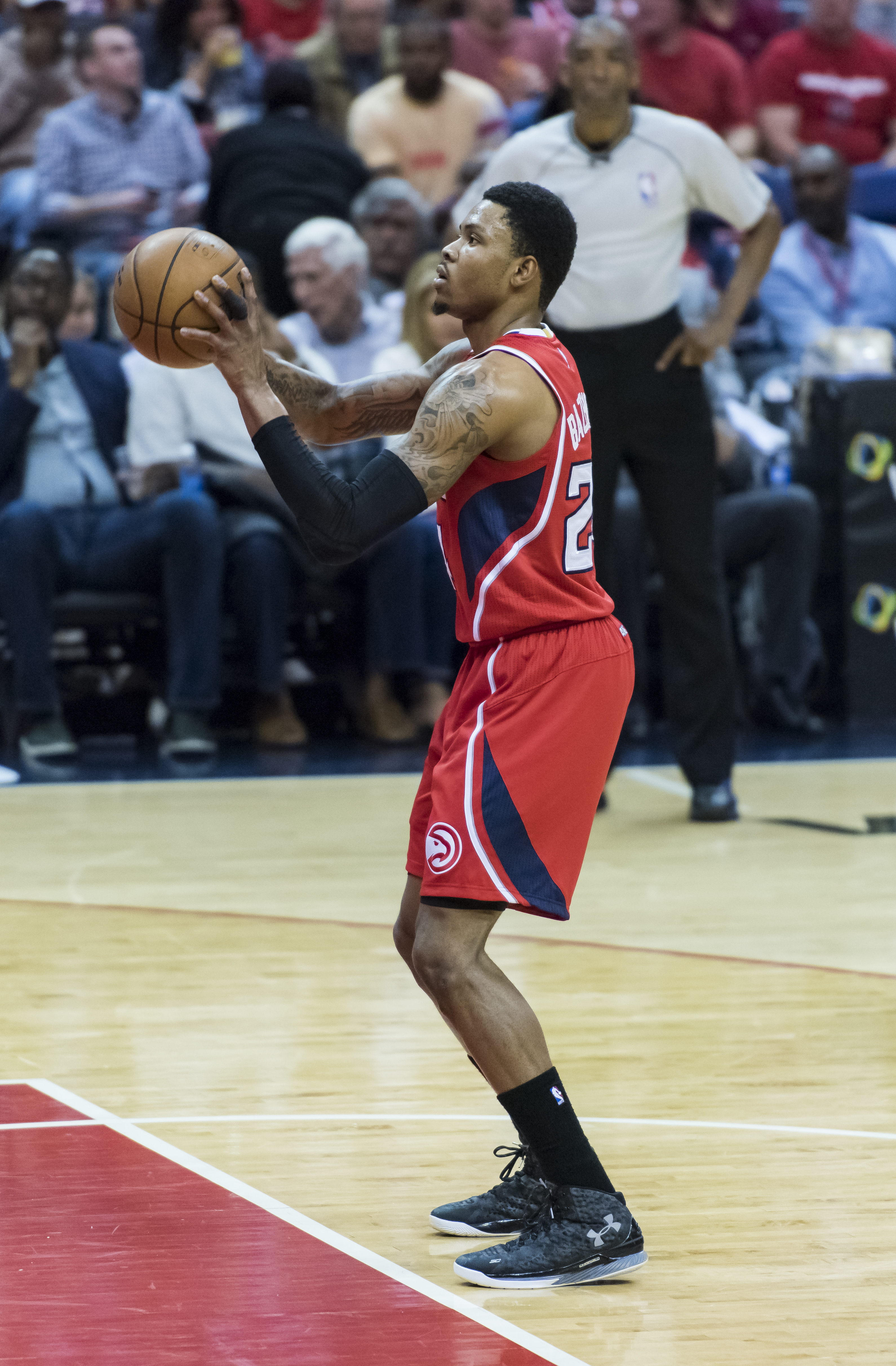
Bazemore fazendo um lance livre para Atlanta em um jogo contra o Washington Wizards em 2015

Em 23 de setembro de 2014, Bazemore assinou contrato com o Atlanta Hawks. Em 28 de março de 2015, ele marcou 20 pontos em uma derrota por 115-100 para o Charlotte Hornets.
Em sua primeira temporada em Atlanta, ele jogou em 75 jogos e teve médias de 5.2 pontos, 3.0 rebotes e 1.0 assistências em 17.7 minutos.

#### Temporada de 2015-16
Em 7 de novembro de 2015, Bazemore marcou 25 pontos em uma vitória de 114-99 sobre o Washington Wizards. Em 14 de dezembro de 2015, ele marcou 28 pontos em uma derrota de 100-88 para o Miami Heat.
Nessa temporada, ele jogou em 75 jogos e teve médias de 11.6 pontos, 5.1 rebotes e 2.3 assistências em 27.8 minutos.

#### Temporada de 2016-17
Em 7 de julho de 2016, Bazemore assinou novamente com os Hawks.
Em 8 de novembro de 2016, ele marcou 25 pontos contra o Cleveland Cavaliers. Em 23 de janeiro de 2017, ele marcou 25 pontos pela segunda vez contra o Los Angeles Clippers.
Nessa temporada, ele jogou em 73 jogos e teve médias de 11.0 pontos, 3.2 rebotes e 2.4 assistências em 26.9 minutos.

#### Temporada de 2017-18
Em 2 de março de 2018, Bazemore marcou 29 pontos em uma derrota de 114-109 para o Golden State Warriors.
Nessa temporada, ele jogou em menos jogos, 65 jogos, mas aumentou suas médias para 12.9 pontos, 3.8 rebotes e 3.5 assistências em 27.5 minutos.

#### Temporada de 2018-19
Em 24 de outubro de 2018, Bazemore marcou 32 pontos em uma vitória por 111-104 sobre o Dallas Mavericks. Em 26 de dezembro de 2018, ele marcou 32 pontos em uma derrota por 129-121 para o Indiana Pacers.
Em 12 de abril de 2019, Bazemore exerceu sua opção de renovação de US $ 19,2 milhões para a temporada de 2019-20.

### Portland Trail Blazers (2019-2020)
Em 24 de junho de 2019, Bazemore foi negociado com o Portland Trail Blazers em troca de Evan Turner.

### Sacramento Kings (2020-Presente)
Em 20 de janeiro de 2020, Bazemore foi negociado com o Sacramento Kings, juntamente com Anthony Tolliver e duas futuras escolhas de segunda rodada em troca de Trevor Ariza, Wenyen Gabriel e Caleb Swanigan.

## Vida pessoal
Bazemore é membro da fraternidade Pi Kappa Alpha. Enquanto estava nos Warriors, Bazemore foi conhecido por suas comemorações enquanto estava no banco do time, que se tornou um sucesso no YouTube e foi incluído no videogame NBA 2K14.
Kent se casou com Samantha Serpe em Asheville, Carolina do Norte em 2017.

### Papel no contrato de Stephen Curry
Em março de 2016, o escritor da ESPN, Ethan Sherwood Strauss, publicou uma história sobre como a Under Armour contratou Stephen Curry na entressafra de 2013 e revelou que Bazemore teve um papel significativo na contratação.
Durante a entressafra de 2012, quando Bazemore era um novato que tentava fazer parte dos Warriors, seu agente entrou em contato com a Under Armour e convenceu a empresa a contratar Bazemore, observando que as estrelas em ascensão dos Warriors, Curry e Klay Thompson, tinham acordos definidos que iam expirar no futuro próximo. A Under Armour assinou um contrato com Bazemore, fornecendo principalmente grandes quantidades de mercadorias de marca - o suficiente para permitir que Bazemore forneça roupas a vários membros da equipe dos Warriors. Segundo Strauss, "A UA deve a ele [Bazemore] agora. Grande momento". Como resultado, Bazemore tem um contrato de seis dígitos com a empresa, uma quantia incomumente alta para um jogador de sua estatura na liga. A empresa também reconheceu o papel de Bazemore em atrair Curry, assinando um contrato de vestuário com a Old Dominion por sete vezes o valor que a universidade havia recebido anteriormente da Nike. Seu acordo com a Under Armour lhe permitiu fornecer a maior parte do financiamento para a nova instalação de prática de basquete da ODU.

## Estatísticas

### NBA

#### Temporada regular
| Ano      | Equipe       | PJ  | MPJ  | AP   | 3P   | LL   | RT  | AS  | BR  | TO | PPJ  |
| -------- | ------------ | --- | ---- | ---- | ---- | ---- | --- | --- | --- | -- | ---- |
| 2012–13  | Golden State | 61  | 4.4  | .371 | .294 | .614 | .4  | .4  | .3  | .1 | 2.0  |
| 2013–14  | Golden State | 44  | 6.1  | .371 | .256 | .528 | .9  | .5  | .3  | .1 | 2.3  |
| 2013–14  | L.A. Lakers  | 23  | 28.0 | .451 | .371 | .644 | 3.3 | 3.1 | 1.3 | .3 | 13.1 |
| 2014–15  | Atlanta      | 75  | 17.7 | .426 | .364 | .600 | 3.0 | 1.0 | .7  | .4 | 5.2  |
| 2015–16  | Atlanta      | 75  | 27.8 | .441 | .357 | .815 | 5.1 | 2.3 | 1.3 | .5 | 11.6 |
| 2016–17  | Atlanta      | 73  | 26.9 | .409 | .346 | .708 | 3.2 | 2.4 | 1.3 | .7 | 11.0 |
| 2017–18  | Atlanta      | 65  | 27.5 | .420 | .394 | .796 | 3.8 | 3.5 | 1.5 | .7 | 12.9 |
| 2018–19  | Atlanta      | 67  | 24.5 | .402 | .320 | .726 | 3.9 | 2.3 | 1.3 | .6 | 11.6 |
| 2019–20  | Portland     | 43  | 25.8 | .347 | .327 | .806 | 4.0 | 2.3 | 1.4 | .7 | 7.9  |
| Carreira | Carreira     | 526 | 21.1 | .413 | .349 | .725 | 3.1 | 1.9 | 1.0 | .5 | 8.6  |

#### Playoffs
| Ano      | Equipe       | PJ | MPJ  | AP   | 3P   | LL   | RT  | AS  | BR  | TO | PPJ  |
| -------- | ------------ | -- | ---- | ---- | ---- | ---- | --- | --- | --- | -- | ---- |
| 2013     | Golden State | 9  | 1.8  | .125 | .000 | .000 | .6  | .2  | .1  | .0 | .2   |
| 2015     | Atlanta      | 16 | 18.9 | .423 | .214 | .677 | 3.3 | .8  | .7  | .6 | 5.4  |
| 2016     | Atlanta      | 10 | 32.5 | .364 | .262 | .682 | 6.6 | 1.9 | 1.4 | .6 | 11.9 |
| 2017     | Atlanta      | 6  | 25.0 | .396 | .292 | .714 | 3.8 | 3.3 | .7  | .8 | 9.8  |
| Carreira | Carreira     | 41 | 19.4 | .379 | .254 | .648 | 3.6 | 1.3 | .8  | .5 | 6.5  |

### Universitário
| Ano      | Equipe       | PJ  | MPJ  | AP   | 3P   | LL   | RT  | AS  | BR  | TO | PPJ  |
| -------- | ------------ | --- | ---- | ---- | ---- | ---- | --- | --- | --- | -- | ---- |
| 2008–09  | Old Dominion | 35  | 16.3 | .433 | .265 | .429 | 3.1 | 1.5 | .9  | .2 | 4.5  |
| 2009–10  | Old Dominion | 36  | 26.7 | .486 | .300 | .486 | 4.2 | 3.4 | 1.9 | .5 | 8.4  |
| 2010–11  | Old Dominion | 34  | 30.7 | .481 | .408 | .662 | 5.1 | 2.9 | 2.2 | .9 | 12.3 |
| 2011–12  | Old Dominion | 35  | 31.5 | .407 | .321 | .632 | 6.1 | 3.1 | 2.1 | .3 | 15.4 |
| Carreira | Carreira     | 140 | 26.3 | .447 | .334 | .581 | 4.6 | 2.7 | 1.8 | .5 | 10.1 |

Fonte: